# Mikołaj Wąż Bogacki
Mikołaj Wąż z Dobrzankowa, Bogatego i Żelechina, Mikołaj Wąż Bogacki herbu Prawdzic (zm. po 1480 roku) – wojewoda mazowiecki w latach 1469–1480, kasztelan czerski w latach 1464–1469, chorąży czerski w 1462 roku, chorąży ciechanowski w 1451 roku.
Był gwarantem pokoju toruńskiego 1466 roku.